# Dromara
Dromara är en ort i Storbritannien.   Den ligger i riksdelen Nordirland, i den västra delen av landet, 500 km nordväst om huvudstaden London. Dromara ligger 141 meter över havet och antalet invånare är 597.
Terrängen runt Dromara är platt åt nordväst, men åt sydost är den kuperad. Runt Dromara är det ganska tätbefolkat, med 52 invånare per kvadratkilometer. Närmaste större samhälle är Lisburn, 17,4 km norr om Dromara. Trakten runt Dromara består i huvudsak av gräsmarker.